# Perlodinella
Perlodinella is een geslacht van steenvliegen uit de familie Perlodidae. De wetenschappelijke naam van het geslacht is voor het eerst geldig gepubliceerd in 1912 door Klapálek.

## Soorten
Perlodinella omvat de volgende soorten:
- Perlodinella apicalis Kimmins, 1947
- Perlodinella fuliginosa Wu, 1973
- Perlodinella kozlovi Klapálek, 1912
- Perlodinella microlobata Wu, 1938
- Perlodinella tatunga Wu, 1973
- Perlodinella unimacula Klapálek, 1912